# Gaecheonjeol
Gaecheonjeol är allmän helgdag i Sydkorea, och firas den 3 oktober. Då firar man staten Gojoseons grundande av Dangun Wanggeom år 2333 före Kristus. Gaecheonjeol uppmärksammas också i Nordkorea, med en årlig ceremoni i Tanguns mausoleum, men där är dagen dock inte allmän helgdag.
1909 blev Gaecheonjeol nationell helgdag. och man firar varje år. Ursprungligen firade man tredje dagen i månkalendern tiondes tionde månad, men 1949 bytte man till 3 oktober enligt gregorianska kalendern.

### Fotnoter
1. ↑  ”Arkiverade kopian”. Arkiverad från originalet den 10 juli 2012. https://archive.is/20120710045958/http://100.naver.com/100.nhn?docid=6887. Läst 10 juli 2012.